# Глинка, Константин Сергеевич
Константин Сергеевич Глинка — советский военный деятель, полковник.

## Биография
Родился в 1897 году в Конске.
Окончил 4-ю Московскую школу прапорщиков, Высшую военно-педагогическую школу Красной Армии, Военную академию РККА им. М. В. Фрунзе, ускоренный курс Высшей военной академии им. К. Е. Ворошилова.
Участник гражданской войны: командир взвода, помощник командира роты 45-го Московского рабочего полка, начальник дивизионной школы младшего комсостава в составе 3-й бригады 4-й стрелковой дивизии.
В межвоеное время — преподаватель тактики 12-х и 10-х пехотных командных курсов СКВО, преподаватель тактики, главный руководитель по тактике, начальник учебной части 17-й пехотной школы СКВО, и.д. начальника учебного отдела, начальник штаба Рязанской пехотной школы МВО, начальник Селецкого лагерного сбора МВО, и.д. начальника штаба Рязанской пехотной школы, начальник штаба 13-й стрелковой дивизии, преподаватель Военной академии РККА им. М. В. Фрунзе.
Участник Великой Отечественной войны: начальник Рижского военного пехотного училища, начальник штаба, и.д. командира 101-го стрелкового корпуса резерва Ставки ВГК, начальник отдела по использованию опыта войны Оперативного управления 1-го Украинского фронта
В 1946—1956 гг. — старший преподаватель общей тактики и тактики специальных родов войск Военно-педагогического института Красной Армии, старший преподаватель кафедры тактики и оперативного искусства Военной академии тыла и снабжения Красной Армии им. В. М. Молотова.
Умер после 1956 года в Москве.

## Награды
- Орден Ленина (21.02.1945)
- Орден Красного Знамени (03.11.1944, 20.06.1949)
- Орден Богдана Хмельницкого III степени (13.06.1945)
- Орден Отечественной войны I степени (20.09.1944)
- Орден Красной Звезды (22.02.1944)